# Station Bonn-Bad Godesberg
Station Bonn-Bad Godesberg is een spoorwegstation in de Duitse plaats Bonn, in het stadsdeel Bad Godesberg. Het station werd op 15 oktober 1855 in gebruik genomen. Op den duur, rond 1900, had dat het gevolg voor Bad Godesberg dat het als kuuroord belangrijker werd. Vanuit de stationshal gaat een trap omlaag naar de tunnel voor de perrons.
Het station wordt alleen aangedaan door treinen van de Regionalbahn. Het station ligt op het traject langs de westoever van de Rijn van Bonn naar Koblenz. Langs het station komen ook snellere treinen, maar die er geen halte hebben. Naast, maar niet direct verbonden met het station, ligt het metrostation.
| Serie      | Treinsoort                          | Route | Bijzonderheden                                                               |
| ---------- | ----------------------------------- | --- | ---------------------------------------------------------------------------- |
| RE 5 (RRX) | Regional-Express (National Express) | Wesel – Oberhausen Hbf – Duisburg Hbf – Düsseldorf Hbf – Köln Hbf – Bonn Hbf – Bonn-Bad Godesberg – Remagen – Andernach – Koblenz Hbf                                                       | Rhein-Express                                                                |
| RB 26      | Regionalbahn (Trans regio)          | Köln Messe/Deutz – Köln Hbf – Brühl – Bonn Hbf – Bonn-Bad Godesberg – Rolandseck – Remagen – Andernach – Koblenz Hbf – Boppard Hbf – Oberwesel – Bingen (Rhein) Hbf – Ingelheim – Mainz Hbf | MittelrheinBahn                                                              |
| RB 30      | Regionalbahn (DB Regio NRW)         | Bonn Hbf – Bonn-Bad Godesberg – Remagen – Ahrweiler – Dernau – Mayschoß – Altenahr – Ahrbrück                                                                                               | Rhein-Ahr-Bahn                                                               |
| RB 48      | Regionalbahn (National Express)     | Wuppertal-Oberbarmen – Wuppertal Hbf – Solingen Hbf – Köln Messe/Deutz – Köln Hbf – (Brühl – Bonn Hbf – Bonn-Bad Godesberg – Bonn-Mehlem)                                                   | Rhein-Wupper-Bahn 2x per uur Wuppertal-Köln, 1x per uur van/naar Bonn-Mehlem |